# 야성초등학교
야성초등학교는 대한민국 경상북도 영덕군에 있었던 공립 초등학교이다.

## 학교 연혁
- 1962년 5월 8일 야성국민학교 개교
- 1996년 3월 1일 야성초등학교 개칭
- 1999년 3월 1일 매정초등학교 분교장 격하 편입
- 2012년 3월 1일 영덕초등학교, 야성초등학교 통폐합(교명: 영덕야성초등학교)[1]

## 참고 자료
- 야성초등학교 - 한국교육학술정보원 학교알리미